# Второй кадетский корпус

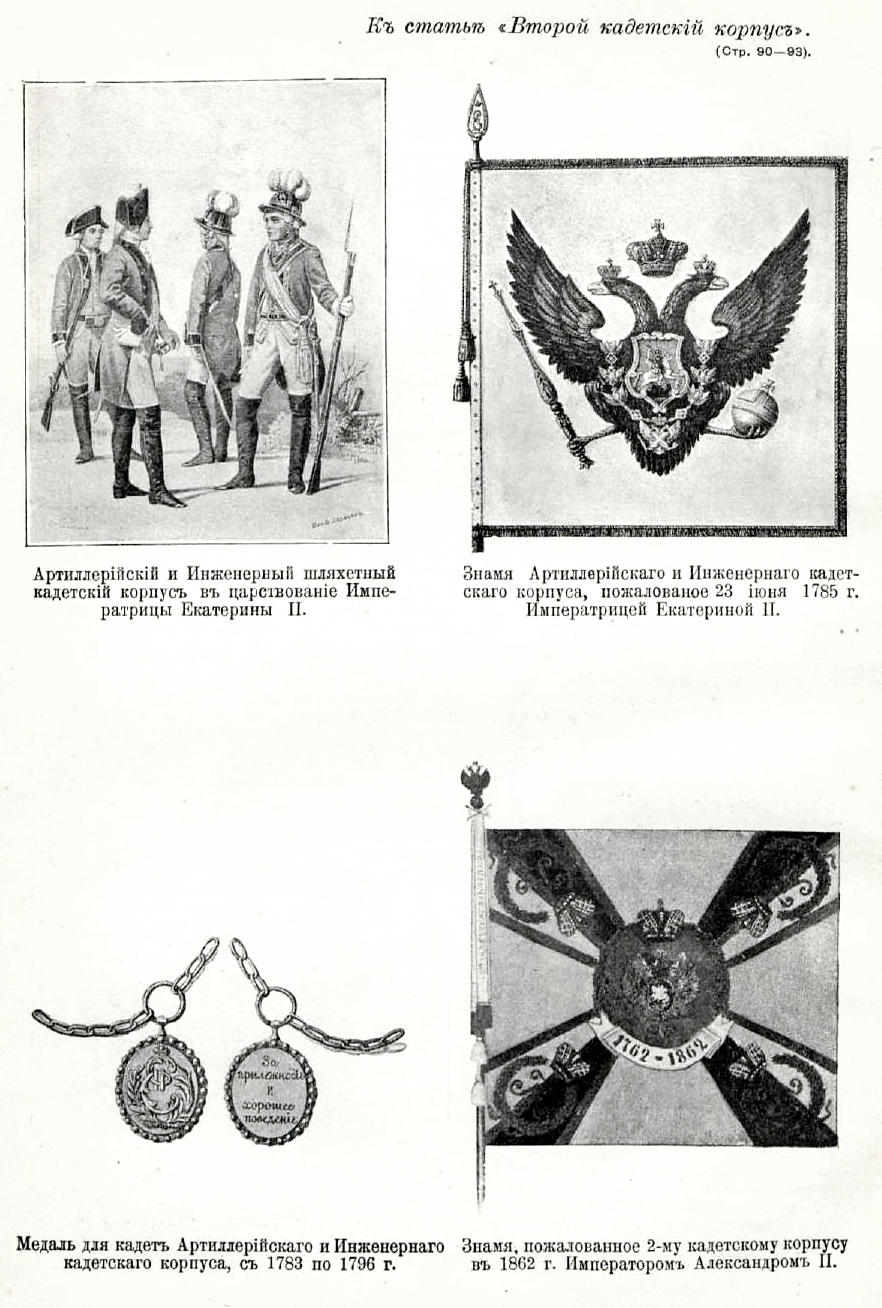
Рисунки из статьи «Второй кадетский императора Петра Великого корпус»
(«Военная энциклопедия Сытина»)

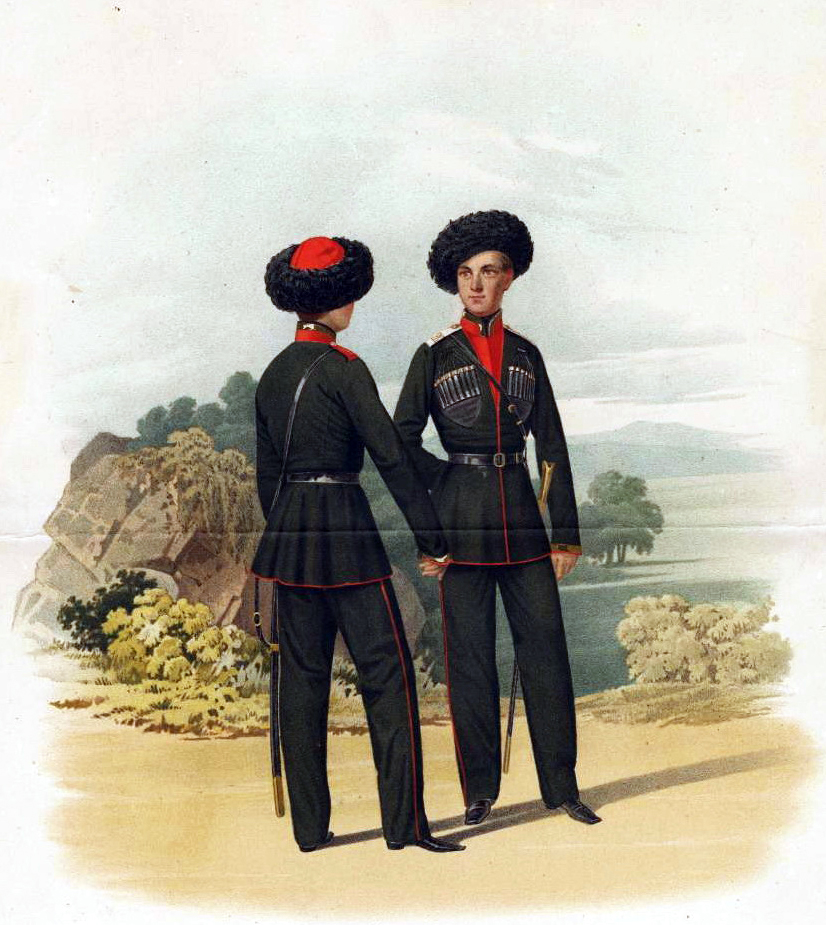
Пиратский К. К. Воспитанники из горцев 1-го и 2-го Кадетских корпусов. 1855 год.

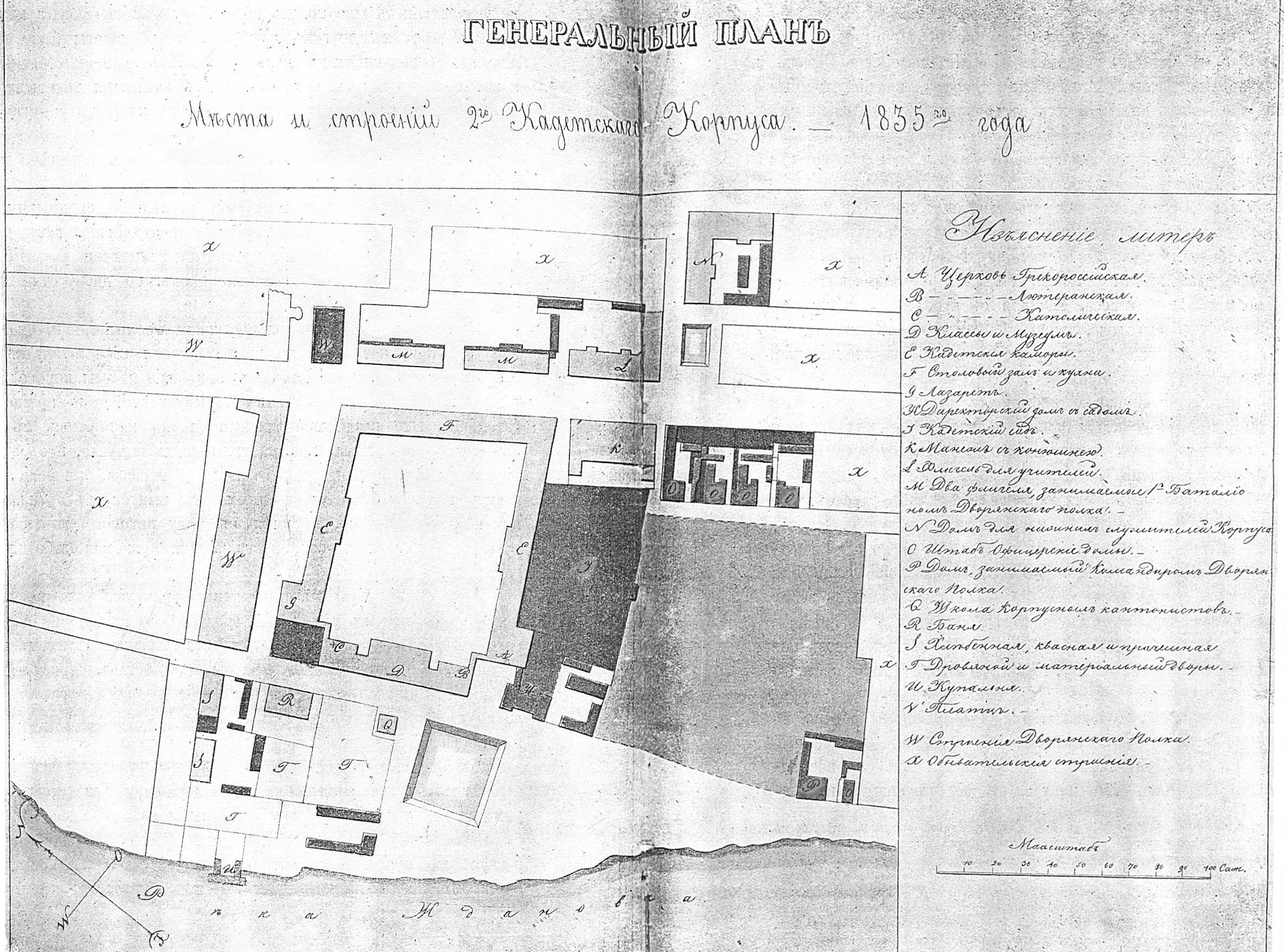
Генплан места и строений 2-го Кадетского Корпуса, 1835 год.

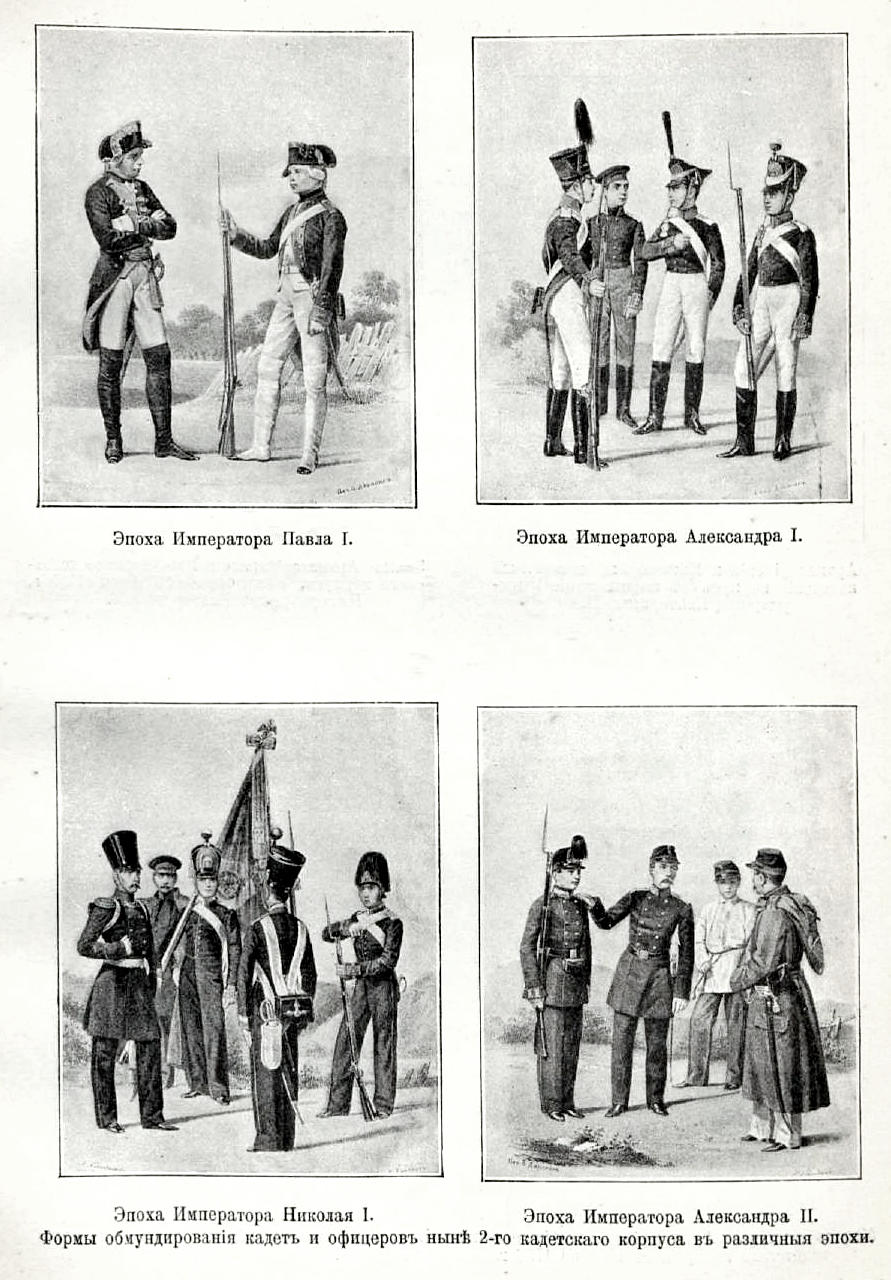
Рисунки из статьи «Второй кадетский императора Петра Великого корпус»
(«Военная энциклопедия Сытина»)

2-й кадетский Императора Петра Великого корпус —  военное учебное заведение Российской империи, располагавшееся в Санкт-Петербурге.

## История
В 1701 году на новом пушечном дворе Пушкарского приказа, в Москве, были построены здания с башней для Пушечной школы. 
В 1712 году, Указом Петра I № 2467 от 16 января было постановлено: «Школу инженерную умножить, а именно: сыскать мастера из Русских, который бы учил цифири, или на башню для сего учения посылать; и когда Арифметику окончат, учить Геометрию столько, сколько до инженерства надлежит, а потом отдавать Инженеру учить Фортификацию».
В 1719 году, Указом Петра I от 17 марта № 3330, учеников Московской инженерной школы перевели в Санкт-Петербург в образованную там Инженерную роту.
В 1731 году на Литейном дворе в Санкт-Петербурге была сформирована Санкт-Петербургская артиллерийская школа со штатом в 60 учеников. Школа делилась на «арифметическую и других наук» (которая в свою очередь делилась на классы словесной науки, арифметический и геометрический) и «чертёжную».
В 1733 году Инженерная школа была размещена в деревянных постройках, на участке принадлежавшем Б. Х. Миниху, а затем канцелярии главной артиллерии и фортификации — на берегу реки Ждановки.
В 1738 году треть учеников Санкт-Петербургской школы была переведена в Москву в новую Инженерную школу.
В 1758 году, Указом Императрицы Елизаветы от 12 мая, Инженерная и Артиллерийская школы были объединены в одну, которая получила наименование Артиллерийской и инженерной шляхетской (дворянской) школы. Начальником шляхетской школы был утвержден инженер-капитан М. И. Мордвинов.
В 1762 году, Указом Екатерины II от 25 октября, Артиллерийская и инженерная шляхетская (дворянская) школа была преобразована в Артиллерийский и инженерный шляхетский кадетский корпус. 
В 1800 году, 10 марта, вышел Указ Павла I «Об именовании Артиллерийского и инженерного кадетского корпуса 2-м Кадетским корпусом». По своей структуре он был близок к 1-му Кадетскому корпусу; обучение в этих двух учебных заведениях стало осуществляться по единой программе. 
14 марта 1807 года при 2-м кадетском корпусе был создан Волонтерный (Волонтерский) корпус, переименованный в  1808 году в Дворянский полк при 2-м кадетском корпусе; 1 января 1832 года он был отделён от 2-го кадетского корпуса и стал самостоятельным военно-учебным заведением.
В 1810-х годах, вербованцы Лубенского гусарского, Польского, Литовского и Татарского уланских полков обучались в чинах юнкеров, в Петербургском Дворянском кавалерийском эскадроне при 2-м кадетском корпусе, которые были самого разнообразного возраста, начиная с двенадцатилетних мальчиков и кончая шестидесятилетними стариками, находились лица, имевшие георгиевские кресты за Отечественную войну. Неудобство совместной жизни при подобных условиях не замедлило обнаружиться и вызвало необходимость рассортировки юнкеров по возрастам и способностям, а по удалении негодного элемента, оставшиеся образовали конный эскадрон и пешую команду в ожидании производства в первый офицерский чин. 
В 1863 году, 17 мая, 2-й кадетский корпус был реорганизован во 2-ю военную гимназию. В 1865 году при ней были созданы двухгодичные Высшие педагогические курсы с целью подготовки преподавателей для военных гимназий Российской империи; 22 июня 1882 года 2-я военная гимназия была преобразована во 2-й кадетский корпус.
В 1912 году, Высочайшим приказом по Военному ведомству от 16 января — «За долголетнюю и плодотворную деятельность» 2-му кадетскому корпусу было присвоено имя Императора Петра Великого, шифровки Шефа на погоны и специальный нагрудный знак.
После революций (смуты) гражданской войны и интервенции в России, в эмиграции, во Франции существовало Объединение кадет 2-го кадетского Императора Петра Великого корпуса, насчитывающее 57 человек во главе с генерал-майором Нечволодовым. 
В настоящее время в зданиях Второго кадетского корпуса (улица Красного Курсанта, дома № 16, № 18) располагается Военно-космическая академия имени А. Ф. Можайского.

## Директора
Ниже представлены директора (возможно не все) Военного учебного заведения:
- до 1764 г. — подполковник М. И. Мордвинов
- 1764—1771 гг. — полковник М. С. Бегичев
- 1771—1782 гг. — генерал-майор М. И. Мордвинов
- 1783—1797 гг. — генерал-майор П. И. Меллисино
- 1797—1799 гг. — генерал-майор А. И. Корсаков
- 1799—1800 гг. — генерал-майор А. А. Клейнмихель
- 1800—1804 гг. — генерал от инфантерии граф В. А. Зубов[5]
- 1804—1815 гг. — генерал-майор А. А. Клейнмихель[6]
- 1816—1831 гг. — генерал-майор граф Д. Д. Курута (фактическим директором с 1826 года был Н. И. Демидов)
- 1832—1835 гг. — генерал-майор А. И. Кениг
- 1835—1840 гг. — генерал-майор Ф. Я. Миркович
- 1840—1849 гг. — генерал-майор А. И. Бибиков
- 1849—1855 гг. — генерал-майор Свиты Д. В. Путята
- 1855—1863 гг. — генерал-майор (с 17.10.1860 г. — генерал-лейтенант) П. А. Степанов
- 1863—1877 гг. — полковник (с 28.10.1866 г. — генерал-майор) Г. Г. Данилович
- 1877—1878 гг. — генерал-майор Г. П. Кузьмин-Караваев
- 1878—1891 гг. — полковник (с 15.05.1883 г. — генерал-майор) А. Н. Макаров
- 1891—1895 гг. — генерал-майор А. С. Курбатов
- 1895—1900 гг. — генерал-майор (затем — генерал от инфантерии) К. Н. Дуроп
- 1900—1906 гг. — генерал-майор Н. С. Сумароков
- 1906—после 1912 гг. — генерал-майор А. К. Линдеберг